# 係属
係属/繫属（けいぞく）
1. つなぎつけること。つながりをつけること。
2. ある事が他の事に関係していること。
3. ある訴訟が裁判所で取扱い中であること。本項で解説

係属（けいぞく、訴訟係属）とは、裁判所が訴訟法に従って当該事件を審理する権限を有し、かつその義務を負う状態になることをいい、民事訴訟法上ある事件が裁判所で訴訟中であるすなわち特定の裁判所が特定の訴えについて審判中である状態。訴状が被告に送達された時点から開始する。
刑事訴訟法上も同意義であって公訴提起の事実上の効果として生じる。訴訟係属のある事件については二重公訴提起があると、のちの公訴は棄却される。
この効果としては一定の訴訟行為、訴訟参加、訴訟告知、訴えの変更、反訴などが許される。あるいは逆に許されなくなることで、二重起訴の禁止が定められる。